# Felice Herrig
Felice Nicole Herrig (18 de septiembre de 1984, Buffalo Grove, Illinois, Estados Unidos) es una kickboxer, luchadora de Muay Thai y ex artista marcial mixta estadounidense que compitió en la división de peso paja de Ultimate Fighting Championship.

## Antecedentes
Nació en Buffalo Grove, Illinois. Tenía un hermano menor, que murió de cáncer de páncreas a los dos años. Comenzó su carrera practicando kickboxing y Muay Thai antes de pasar a las MMA en 2009. Se graduó en la Escuela Secundaria Buffalo Grove en 2003.

## Carrera en el Kick boxing

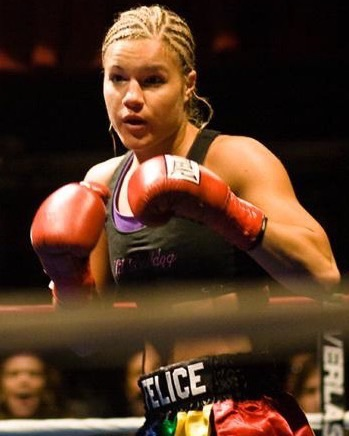
Herrig en un combate en Muay Thai Mayhem XIV en Nueva York el 16 de junio de 2009

Antes de que se pasara a las artes marciales mixtas, tenía un récord profesional de kick boxing de 23-5. Actualmente ocupa el puesto número 2 del mundo en la International Kickboxing Federation Pro Women's Muay Thai Bantamweight Division.
Como kickboxer profesional, ganó el título de peso gallo de los Estados Unidos de la International Kickboxing Federation. Pro Muay Thai de Estados Unidos de peso gallo. Ganó el título el 15 de noviembre de 2008 al derrotar a Katie Meehan por decisión unánime.
Como aficionada, fue dos veces campeona del Torneo Abierto de la International Kickboxing Federation.
El 21 de agosto de 2005, se convirtió en la campeona del torneo amateur de peso gallo de la IKF North American Classic Full Contact Rules al derrotar a Terri French por decisión unánime.
El 30 de julio de 2006, defendió su título del Torneo IKF en el Clásico Mundial IKF 2006 cuando derrotó a Stacy Chung por decisión unánime.
También ha competido en World Combat League con los St. Louis Enforcers.

## Carrera en las artes marciales mixtas
.

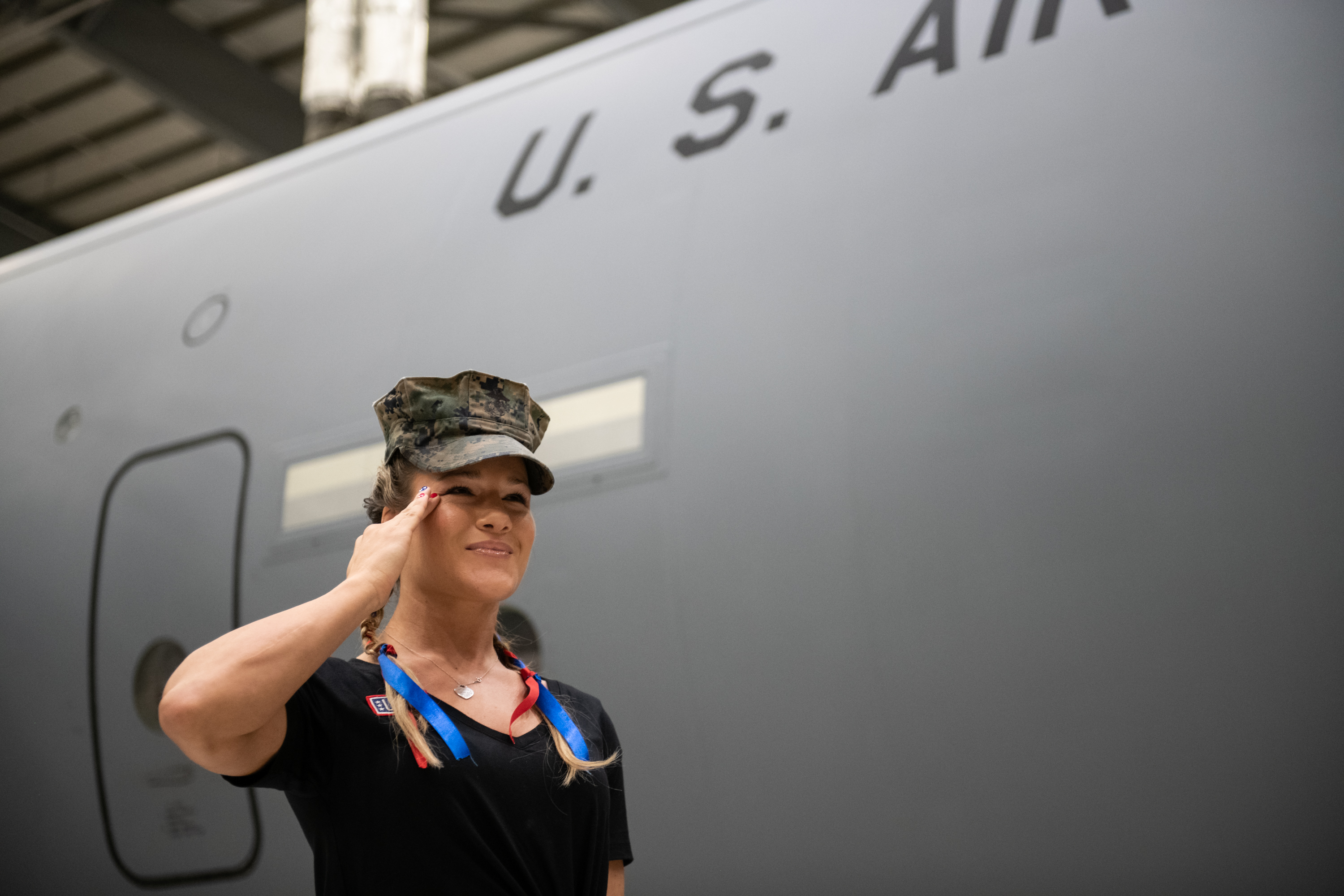
Herrig en el aeródromo de Bagram, Afganistán; la segunda parada de la gira anual del vicepresidente de la USO, el 31 de marzo de 2019

Apareció en Fight Girls en 2007 en la cadena Oxygen y ganó su combate en Tailandia contra una campeona tailandesa. Más tarde fue programada para aparecer en otro reality show sobre MMA femenino llamado Ultimate Women Challenge.
Se enfrentó a Iman Achhal en UWC: Man "O" War el 21 de febrero de 2009 en su debut en las MMA. Perdió el combate por decisión dividida.
Se enfrentó a Michele Gutiérrez en Unconquered 1: November Reign el 20 de noviembre de 2009 y ganó el combate por sumisión en el segundo asalto.
Se enfrentó a Jessica Rakoczy el 15 de abril de 2010 en Bellator 14. Ganó el combate por decisión dividida.
Se enfrentó a Amanda LaVoy el 4 de diciembre de 2010 en XFO 37. Ganó el combate por sumisión en el primer asalto.
Se enfrentó a Barb Honchak el 14 de enero de 2011 en Hoosier Fight Club 6: New Years Nemesis en Valparaiso, Indiana. Perdió el combate por decisión unánime.
Se enfrentó a Andrea Miller el 5 de marzo de 2011 en Chicago Cagefighting Championship 3. Ganó el combate por TKO en el primer asalto.
Se enfrentó a Nicdali Rivera-Calanoc el 13 de mayo de 2011 en XFO 39. Ganó el combate por decisión unánime.
Su combate programado contra la invicta Kelly Warren en el Fight Tour el 20 de agosto de 2011 fue cancelado debido a que Warren pesó 7 libras de más.
Se enfrentó a Carla Esparza el 2 de diciembre de 2011 en XFC 15: Tribute. Perdió el combate por decisión unánime.
Se enfrentó a Patricia Vidonic el 13 de abril de 2012 en XFC 17: Apocalypse. Ganó el combate por decisión unánime.
Se enfrentó a Simona Soukupova el 3 de agosto de 2012 en XFC 19: Charlotte Showdown. Ganó el combate por decisión unánime.
Estaba programada para regresar a Bellator para enfrentarse a Michele Gutierrez en una revancha en Bellator 84 el 14 de diciembre de 2012. Sin embargo, Gutierrez se retiró del combate el 1 de diciembre y disputó la revancha contra Patricia Vidonic. Ganó el combate por decisión unánime.
Se enfrentó a Heather Clark el 28 de marzo de 2013 en Bellator 94. Ganó el combate por decisión dividida. El combate terminó de forma controvertida, ya que tras la campana final soltó un grito de celebración en la cara de su oponente, lo que provocó un golpe de revés de Clark tras el combate. Ésta se desquitó con un puñetazo propio, antes de que se restableciera el orden.

### Invicta Fighting Championships
El 13 de agosto de 2013, se anunció que había firmado un acuerdo de varios combates con Invicta Fighting Championships. Se enfrentó a Tecia Torres el 7 de diciembre de 2013 en Invicta FC 7: Honchak vs. Smith]]. Perdió el combate por decisión unánime.

### The Ultimate Fighter 20
El 11 de diciembre de 2013, se anunció que fue fichada por el Ultimate Fighting Championship junto con otras diez luchadoras de peso paja para competir en la temporada 20 de The Ultimate Fighter, que coronará a la primera campeona de peso paja femenina de la UFC.
Fue la sexta luchadora en ir a entrenar a Anthony Pettis. Se enfrentó a su rival Heather Jo Clark en la revancha de la ronda preliminar del torneo.  Volvió a ganar el combate por decisión unánime. Perdió ante Randa Markos por sumisión en la ronda de cuartos de final de la competición.

### Ultimate Fighting Championship
Su primer combate después de The Ultimate Fighter fue contra Lisa Ellis en The Ultimate Fighter: A Champion Will Be Crowned Finale el 12 de diciembre de 2014. Ganó el combate por sumisión en el segundo asalto.
Se enfrentó a Paige VanZant el 18 de abril de 2015 en UFC on Fox: Machida vs. Rockhold. Perdió el combate por decisión unánime.
Se enfrentó a Kailin Curran el 23 de julio de 2016 en UFC on Fox: Holm vs. Shevchenko. Ganó el combate por sumisión en el primer asalto.
Se enfrentó a Alexa Grasso el 4 de febrero de 2017 en UFC Fight Night: Bermudez vs. Korean Zombie. Ganó el combate por decisión unánime.
Se enfrentó a Justine Kish el 25 de junio de 2017 en UFC Fight Night: Chiesa vs. Lee. Ganó el combate por decisión unánime.
Se enfrentó a Cortney Casey el 2 de diciembre de 2017 en UFC 218. Ganó el combate por decisión dividida.
Se enfrentó a Karolina Kowalkiewicz el 7 de abril de 2018 en UFC 223. Perdió el combate por decisión dividida.
Se enfrentó a Michelle Waterson el 6 de octubre de 2018 en UFC 229. Perdió el combate por decisión unánime.
Se esperaba que se enfrentara a Tan Xiaonan el 8 de junio de 2019 en UFC 238. Sin embargo, el 30 de abril de 2019 se informó que sufría una rotura del ligamento cruzado anterior y fue retirada del evento.
Se enfrentó a Virna Jandiroba el 15 de agosto de 2020 en UFC 252. Perdió el combate por sumisión en el primer asalto.
Tras un paréntesis de dos años, está programada para enfrentarse a Karolina Kowalkiewicz el 4 de junio de 2022, en UFC Fight Night: Volkov vs. Rozenstruik.

## Récord en artes marciales mixtas
| Resultado | Récord | Oponente               | Método                                 | Evento                                                  | Fecha                   | Ronda | Tiempo | Localización                  | Notas                                  |
| --------- | ------ | ---------------------- | -------------------------------------- | ------------------------------------------------------- | ----------------------- | ----- | ------ | ----------------------------- | -------------------------------------- |
| Derrota   | 14-10  | Karolina Kowalkiewicz  | Sumisión (estrangulamiento por detrás) | UFC Fight Night: Volkov vs. Rozenstruik                 | 4 de junio de 2022      | 2     | 4:01   | Las Vegas, Nevada             |                                        |
| Derrota   | 14-9   | Virna Jandiroba        | Sumisión (barra de brazo)              | UFC 252                                                 | 15 de agosto de 2020    | 1     | 1:44   | Las Vegas, Nevada             |                                        |
| Derrota   | 14-8   | Michelle Waterson      | Decisión (unánime)                     | UFC 229                                                 | 6 de octubre de 2018    | 3     | 5:00   | Las Vegas, Nevada             |                                        |
| Derrota   | 14-7   | Karolina Kowalkiewicz  | Decisión (dividida)                    | UFC 223                                                 | 7 de abril de 2018      | 3     | 5:00   | Brooklyn, Nueva York          |                                        |
| Victoria  | 14-6   | Cortney Casey          | Decisión (dividida)                    | UFC 218                                                 | 2 de diciembre de 2017  | 3     | 5:00   | Detroit, Míchigan             |                                        |
| Victoria  | 13-6   | Justine Kish           | Decisión (unánime )                    | UFC Fight Night: Chiesa vs. Lee                         | 25 de junio de 2017     | 3     | 5:00   | Oklahoma City, Oklahoma       |                                        |
| Victoria  | 12-6   | Alexa Grasso           | Decisión (unánime)                     | UFC Fight Night: Bermudez vs. Korean Zombie             | 4 de febrero de 2017    | 3     | 5:00   | Houston, Texas                |                                        |
| Victoria  | 11-6   | Kailin Curran          | Sumisión (estrangulamiento por detrás) | UFC on Fox: Holm vs. Shevchenko                         | 23 de julio de 2016     | 1     | 1:59   | Chicago, Illinois             | Actuación de la Noche.                 |
| Derrota   | 10-6   | Paige VanZant          | Decisión (unánime)                     | UFC on Fox: Machida vs. Rockhold                        | 18 de abril de 2015     | 3     | 5:00   | Newark, Nueva Jersey          |                                        |
| Victoria  | 10-5   | Lisa Ellis             | Sumisión (barra de brazo)              | The Ultimate Fighter: A Champion Will Be Crowned Finale | 12 de diciembre de 2014 | 2     | 3:05   | Las Vegas, Nevada             |                                        |
| Derrota   | 9-5    | Tecia Torres           | Decisión (unánime)                     | Invicta FC 7: Honchak vs. Smith                         | 7 de diciembre de 2013  | 3     | 5:00   | Kansas City, Misuri           |                                        |
| Victoria  | 9-4    | Heather Jo Clark       | Decisión (dividida)                    | Bellator 94                                             | 28 de marzo de 2013     | 3     | 5:00   | Tampa, Florida                |                                        |
| Victoria  | 8-4    | Patricia Vidonic       | Decisión (unánime)                     | Bellator 84                                             | 14 de diciembre de 2012 | 3     | 5:00   | Hammond, Indiana              |                                        |
| Victoria  | 7-4    | Simona Soukupova       | Decisión (unánime)                     | XFC 19: Charlotte Showdown                              | 3 de agosto de 2011     | 3     | 5:00   | Charlotte, Carolina del Norte |                                        |
| Victoria  | 6-4    | Patricia Vidonic       | Decisión (unánime)                     | XFC 17: Apocalypse                                      | 13 de abril de 2012     | 3     | 5:00   | Jackson, Tennessee            |                                        |
| Derrota   | 5-4    | Carla Esparza          | Decisión (unánime)                     | XFC 15: Tribute                                         | 2 de diciembre de 2011  | 3     | 5:00   | Tampa, Florida                |                                        |
| Victoria  | 5-3    | Nicdali Rivera-Calanoc | Decisión (unánime)                     | Xtreme Fighting Organization 39                         | 13 de mayo de 2011      | 3     | 5:00   | Hoffman Estates, Illinois     |                                        |
| Victoria  | 4-3    | Andrea Miller          | TKO (puñetazos)                        | Chicago Cagefighting Championship 3                     | 5 de marzo de 2011      | 1     | 3:30   | Villa Park, Illinois          |                                        |
| Derrota   | 3-3    | Barb Honchak           | Decisión (unánime)                     | Hoosier Fight Club 6: New Years Nemesis                 | 14 de enero de 2011     | 3     | 5:00   | Valparaíso, Indiana           |                                        |
| Victoria  | 3-2    | Amanda LaVoy           | Sumisión (barra de brazo)              | Xtreme Fighting Organization 37                         | 4 de diciembre de 2010  | 1     | 3:35   | Chicago, Illinois             |                                        |
| Victoria  | 2-2    | Jessica Rakoczy        | Decisión (dividida)                    | Bellator 14                                             | 15 de abril de 2010     | 3     | 5:00   | Chicago, Illinois             | Combate de peso acordado (120 libras). |
| Victoria  | 1-2    | Michele Gutierrez      | Sumisión (barra de brazo)              | Unconquered 1: November Reign                           | 20 de noviembre de 2009 | 2     | 2:03   | Coral Gables, Florida         |                                        |
| Derrota   | 0-2    | Valerie Coolbaugh      | Decisión (dividida)                    | Xtreme Fighting Organization 29                         | 17 de abril de 2009     | 3     | 5:00   | Lakemoor, Illinois            |                                        |
| Derrota   | 0-1    | Iman Achhal            | Decisión (dividida)                    | UWC: Man "O" War                                        | 21 de febrero de 2009   | 3     | 5:00   | Fairfax, Virginia             | Combate de peso acordado (120 libras). |

## Otros medios
Es un personaje jugable en el videojuego de 2011 Supremacy MMA para Xbox 360 y PlayStation 3. También apareció en Guerrero Ninja Americano en 2015, y de nuevo en 2016, pero no completó los cursos iniciales.